# Quironia
Quironia is een geslacht van slangsterren uit de familie Hemieuryalidae.

## Soorten
- Quironia johnsoni A.H. Clark, 1934